# Unihertz
Unihertz es un fabricante chino de teléfonos inteligentes con sede en Shanghai, China. La empresa fabrica dispositivos móviles con sistema operativo Android, dirigidos a públicos específicos que utilizan características de diseño como teclados físicos, formatos pequeños, pantallas de doble cara, batería de gran capacidad, función de proyector, telémetro láser y robustez.
La marca registrada Unihertz® ganó reconocimiento inicialmente en la plataforma Kickstarter. El primer proyecto de la empresa fue el teléfono inteligente 4G de tamaño pequeño llamado Unihertz Jelly en 2017, que recaudó más de $1,25 millones en la plataforma de financiación colectiva.

## Compañía
Unihertz fue fundada como Unihertz E-Commerce Co., Ltd. en 2016, por Stephen Xu (director ejecutivo). Unihertz recibió una marca registrada de la Oficina de Patentes y Marcas de los Estados Unidos (USPTO) el 4 de octubre de 2016, una marca registrada de la Oficina de Propiedad Intelectual de la Unión Europea (EUIPO) el 28 de julio de 2016, y una patente estadounidense el 25 de diciembre de 2018.